# توشي أراي
توشي أراي (باليابانية: 新井敏弘) مواليد 25 ديسمبر 1966، هو سائق راليات ياباني بدأ مسيرته في سنة 1997. كان أول رالي له هو رالي أستراليا 1997. شارك في بطولة العالم للراليات. نافس في رالي التحدي عبر القارات.

## فرق مثلها
- سوبارو

## روابط خارجية
- توشي أراي على موقع Rallye-info.com (الإنجليزية)
- توشي أراي على موقع eWRC-results.com (الإنجليزية)